# Wallfahrtskirche Mariä Himmelfahrt (Oberostendorf)

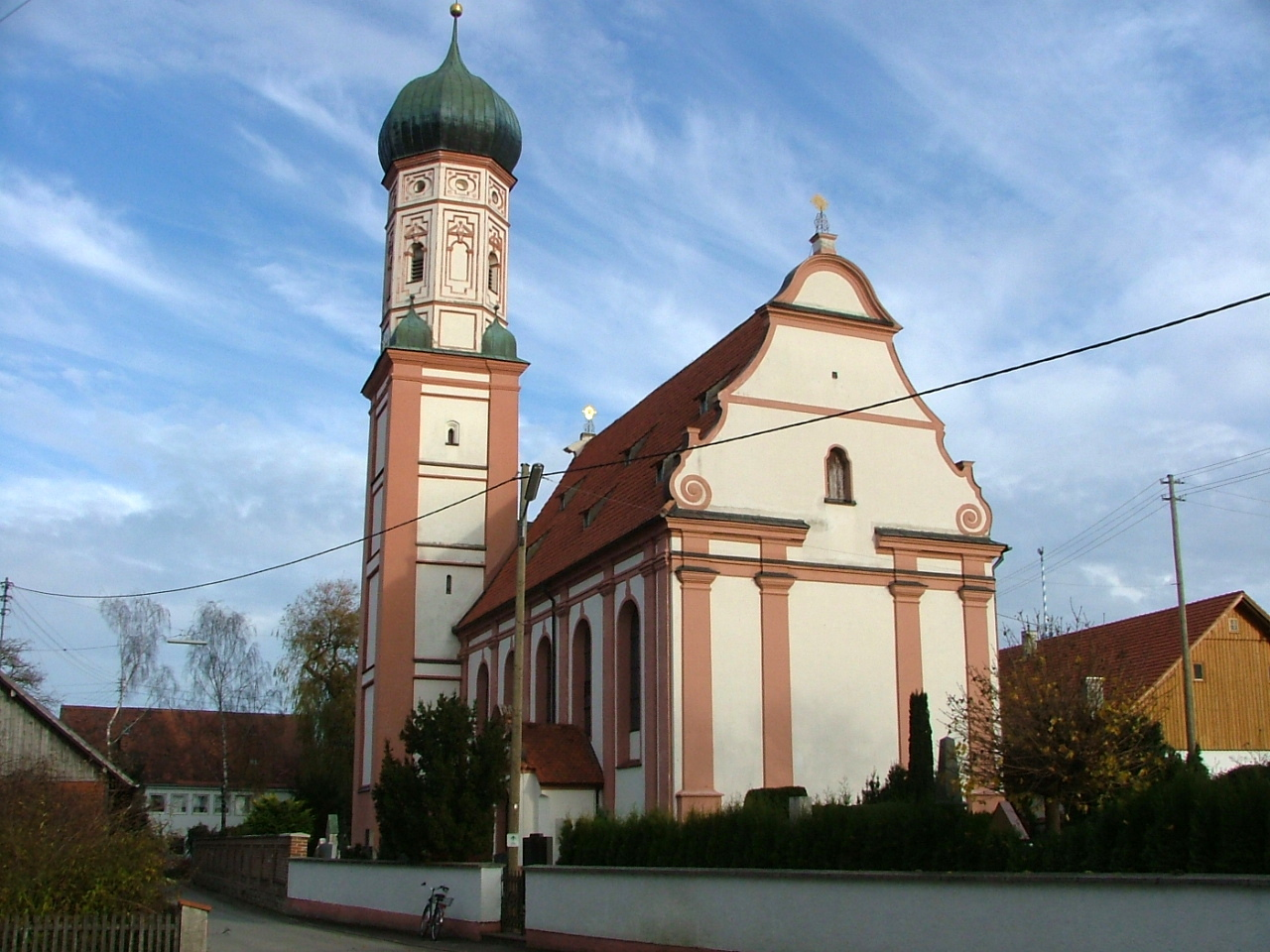
Mariä Himmelfahrt in Oberostendorf

Die römisch-katholische Pfarrkirche Mariä Himmelfahrt ist eine barocke Saalkirche in Oberostendorf im schwäbischen Landkreis Ostallgäu. Sie gehört zur Pfarrgemeinschaft Obergermaringen im Dekanat Kaufbeuren des Bistums Augsburg. Sie verfügt über eine bemerkenswert reiche Ausstattung von hohem theologischem Anspruch und zumeist hoher künstlerischer Qualität.

## Geschichte und Architektur

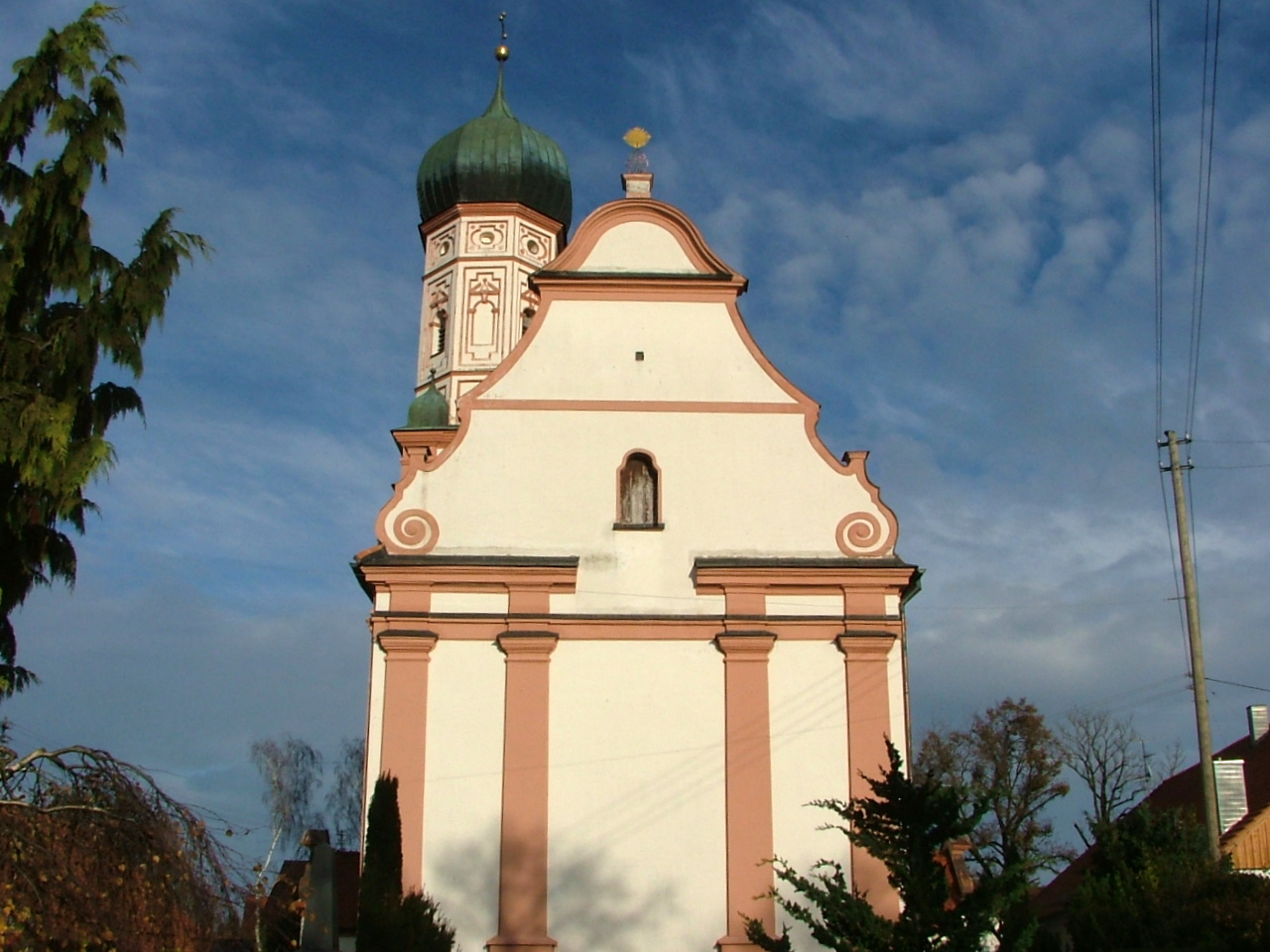
Ansicht von Westen

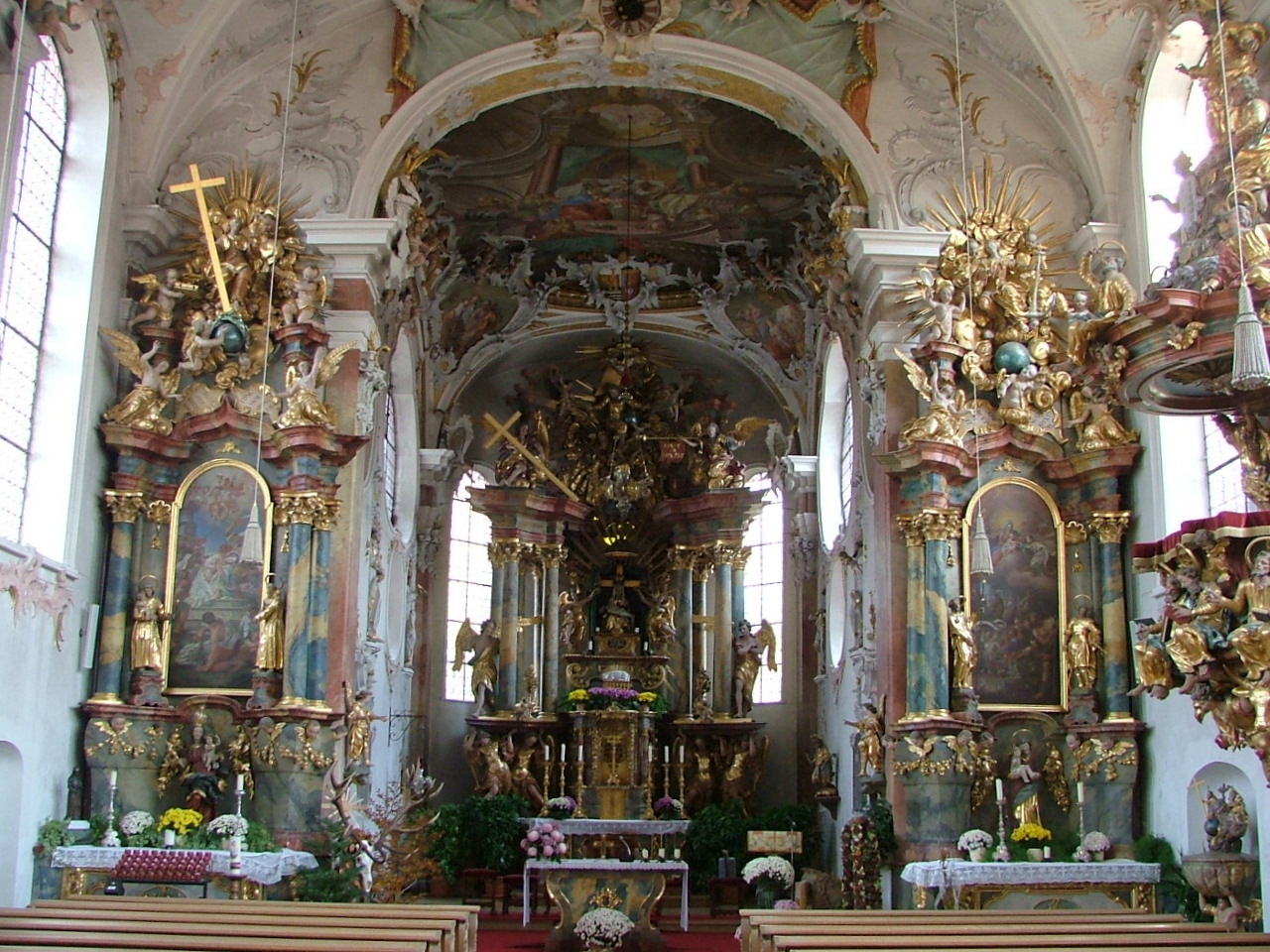
Barocker Innenraum

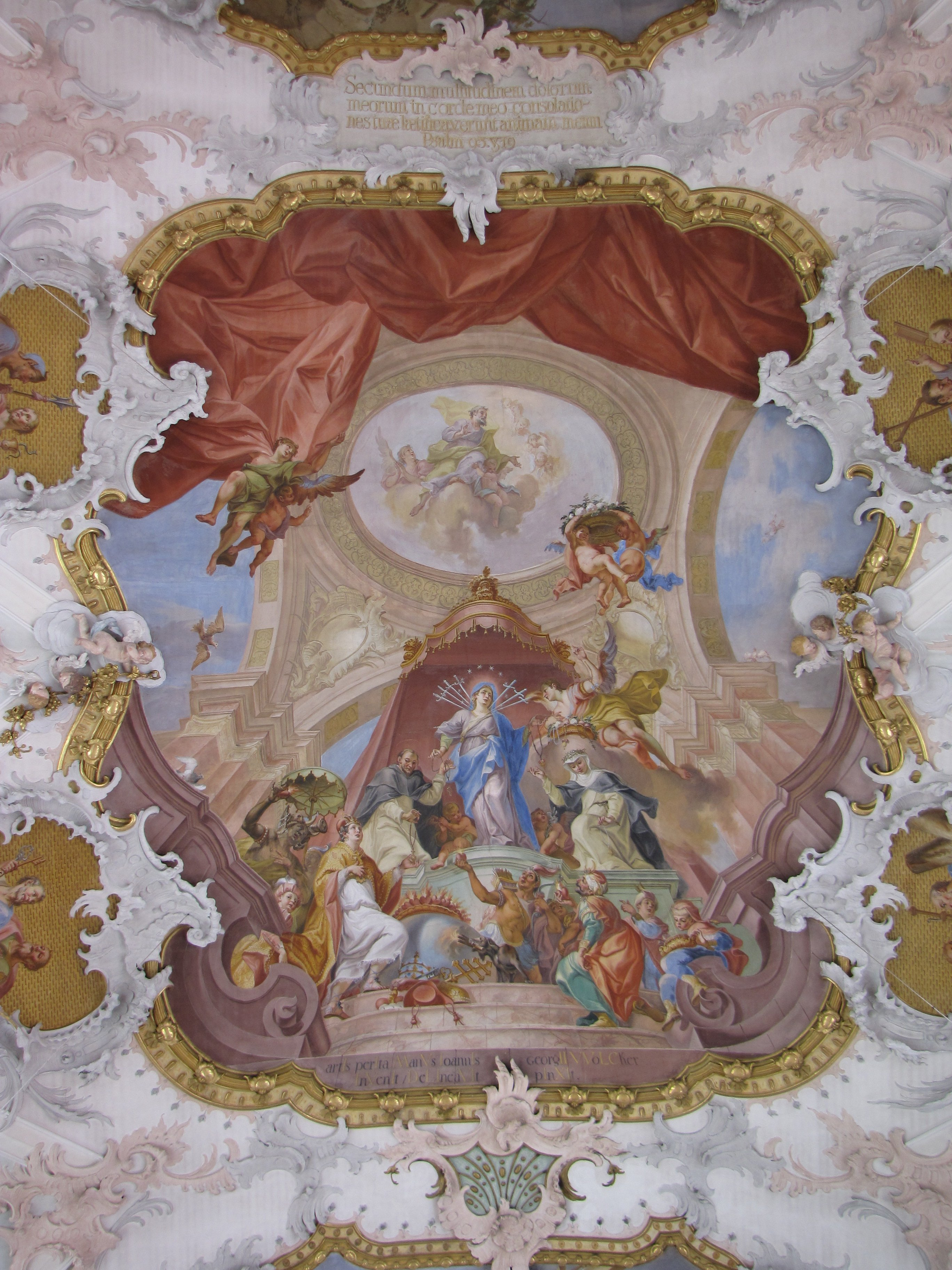
Deckenfresko

Um 1485 ist eine Kirchweihe in Oberostendorf belegt. Nach 1500 entstand eine Wallfahrt zur schmerzhaften Muttergottes mit regionalem Einzugsgebiet. Über die Wallfahrt ist wenig bekannt, sie wurde allmählich von der Rosenkranzbruderschaft abgelöst und wird in W. v. Gumppenbergs „Atlas Marianus“ von 1673 nicht erwähnt.
Von der um 1497 erbauten, spätgotischen Kirche sind der Turm und der Kern von Langhaus und Chor erhalten. Im Jahr 1681 wurde der Turm durch Caspar Feichtmayr erhöht. 1709 wurde die Sakristei von Joseph Schmuzer angebaut. 1747 erfolgten eine Umgestaltung des Innern, ein Neubau der Vorzeichen und die Erneuerung des Volutengiebels im Westen durch Franz Kleinhans. Aufwändige Restaurierungen wurden in den Jahren 1967 und 1979 durchgeführt. Außen ist das Bauwerk durch Pilaster von 1681/1685 gegliedert. Im nördlichen Chorwinkel steht ein hoher quadratischer Turm, der im oberen Aufsatz durch halbe geschwungene Pyramiden ins Achteck übergeleitet wird; der Abschluss erfolgt durch eine ausladende Zwiebelhaube.
Der stattliche, geräumige Saalbau ist im Langhaus zu fünf Achsen mit einer gedrückten Stichkappentonne abgeschlossen, der eingezogene zweiachsige Chor ist mit einer flachen Pendentifkuppel gedeckt und endet in einem dreiseitigen Schluss. In der westlichen Achse sind pilastergerahmte Türen mit Rocailleschnitzereien eingebaut, über denen Oratoriengitter aus stilisierten Ranken aus der Zeit um 1709 angeordnet sind. Das Innere ist durch die reiche Stuckierung in Rokokoformen aus der Zeit um 1747 geprägt, die Franz Xaver Feichtmayr dem Älteren zugeschrieben werden, über dem Chorbogen ist das Wappen des Augsburger Fürstbischofs Joseph, Landgraf von Hessen-Darmstadt angebracht.
Fresken in strahlenden Farben mit dem zentralen Thema des Schmerzensreichen Rosenkranzes wurden 1747 von Johann Georg Wolcker ausgeführt, wie das Chronogramm im Hauptbild des Langhauses („artIs perIta ManVs IoannIs georgII VVoLCker InVenIt DeLInaVIt pInXIt“ – „Die kunstfertige Hand Johann Georg Wolcker hat erfunden, gezeichnet, gemalt“) beweist. Sie zeigen im Chor die Darstellung Jesu im Tempel, seitlich Isaak mit dem Holzbündel und die Eherne Schlange, in den Ecken die Flucht nach Ägypten, den zwölfjährigen Jesus im Tempel, die Kreuztragung und Kreuzigung Christi. Im Langhaus sind die Beweinung Christi, Maria als Mater dolorosa und Regina rosarii, verehrt von den vier Erdteilen, die Grablegung dargestellt; in den Zwickelkartuschen der Salvator mundi, Maria und die Apostel und an den Flachkuppeln der Vorzeichen im Norden die Auferstehung Christi, im Süden die Auferweckung des Lazarus mit teilweise erneuerten Emblemen in den Zwickeln.
Von Wolcker wurden vermutlich auch die Gemälde an den Emporenbrüstungen aus der Mitte des 18. Jahrhunderts ausgeführt. Sie zeigen oben die Heimsuchung Mariä, Immaculata und die Verkündigung, unten die Geburt Christi, Anbetung der Könige, Christus erscheint Maria, Himmelfahrt Mariä und Himmelfahrt Christi.

## Ausstattung
Die Altäre und die Kanzel wurden 1719/1720 von Matthias Schäffler geschaffen, die zugehörigen Figuren 1747 von Ignaz Hillenbrand. Der kuppelartige, durch Vollsäulen gegliederte Tabernakel des Hochaltars ist mit vorgeschwungenen Seiten ausgeführt. Ein imposanter Aufbau mit zwölf Freisäulen ist um das Gnadenbild, eine geschnitzte Pietà von 1460/1470 komponiert. Zwischen den seitlichen Säulen, die über einem von Engelsatlanten getragenen Sockelgesims aufragen, sind Engel mit Kreuz und Posaune angeordnet.
Die Seitenaltarblätter zeigen links die Enthauptung der heiligen Barbara und rechts die mystische Verlobung der heiligen Katharina. Die Seitenfiguren links stellen Franziskus und Antonius von Padua, rechts Rochus und Sebastian dar. Die figurenreichen Auszüge zeigen Fides und Spes.
Die besonders fein gearbeitete Kanzel zeigt anstelle einer Konsole die Evangelistensymbole, als Atlant den geflügelten Menschen des Matthäus, am dreiseitigen Korb die Evangelisten, Paulus und Ecclesia und auf dem Schalldeckel eine bewegte Gruppe der Verklärung Christi.
Die Chorbänke, der Pfarrersitz, die Beichtstühle und die Wangen des Laiengestühls sind mit Rocailleschnitzereien um 1750 gestaltet. Der Kreuzweg wurde zu Beginn des 19. Jahrhunderts in der Art von Konrad Huber gestaltet. In den Chornischen stehen Figuren von Petrus und Paulus aus dem frühen 18. Jahrhundert sowie Dominikus, Katharina von Siena, Thomas von Aquin und Rosa von Lima, die um 1747 geschaffen wurden und Peter Heel zugeschrieben werden.
Die Orgel mit einem barocken Prospekt von 1728 ist ein Werk der Gebrüder Hindelang aus dem Jahr 1904 mit 15 Registern auf zwei Manualen und Pedal. Sie wurde 1989 durch die Firma Orgelbau Schmid aus Kaufbeuren um vier Register erweitert.